# Esquadra 101
A Esquadra 101 "Roncos" é uma esquadra da Força Aérea Portuguesa. A sua missão consiste em ministrar instrução elementar e básica de pilotagem, usando aeronaves Aerospatiale Epsilon-TB 30.